# 咯尔乡
咯尔乡，是中华人民共和国四川省阿坝藏族羌族自治州金川县下辖的一个乡镇级行政单位。

## 行政区划
咯尔乡下辖以下地区：
金江村、复兴村、德胜村和五甲村。